# NGC 4654
NGC 4654 ist eine Balken-Spiralgalaxie mit ausgedehnten Sternentstehungsgebieten vom Hubble-Typ SBcd im Sternbild Jungfrau nördlich der Ekliptik. Sie ist schätzungsweise 45 Millionen Lichtjahre von der Milchstraße entfernt und hat einen Durchmesser von etwa 70.000 Lichtjahren. Unter der Katalognummer VCC 1987 wird sie als Mitglied des Virgo-Galaxienhaufens gelistet.
Im selben Himmelsareal befinden sich u. a. die Galaxien NGC 4620, NGC 4639, NGC 4659, IC 3742.
Das Objekt wurde am 12. April 1784 von dem deutsch-britischen Astronomen Wilhelm Herschel entdeckt.
IC 3708 beschreibt eine H-II-Region in dieser Galaxie, welcher der Astronom Arnold Schwassmann am 18. September 1900 entdeckte und einen Eintrag in den Index-Katalog erhielt.